# 1362 en santé et médecine
| Années de la santé et de la médecine : 1359 - 1360 - 1361 - 1362 - 1363 - 1364 - 1365    |
| Décennies de la santé et de la médecine : 1330 - 1340 - 1350 - 1360 - 1370 - 1380 - 1390 |

Cet article présente les faits marquants de l'année 1362 en santé et médecine.

## Événements
- 27 janvier : à Rome, un groupe d'Anglais, constitué surtout de marchands, fonde l'hospice Saint-Thomas, dit « hospice anglais de Rome » (English Hospice in Rome), pour y recevoir « les pauvres, les malades, les nécessiteux et les affligés venus d'Angleterre[1] ».
- 27 décembre : le roi Jean II ordonne que les médecins juifs n'exercent en France qu'à condition d'avoir subi un examen par un jury composé de Juifs et de chrétiens, et de porter une marque sur leur habit[2].
- Fondation de l'hôpital Sainte-Barbe de Nozeroy, en Bourgogne, par Hugues de Chalon[3].
- 1360-1362 : la peste sévit en France, en Angleterre et en Europe[4].
- 1362-1363 : fondation à Paris, sur la place de Grève, aujourd'hui place de l'Hôtel-de-Ville, de l'hôpital du Saint-Esprit, voué à l'accueil des enfants dont les parents sont morts à l'Hôtel-Dieu[5],[6].
- 1362-1363 : à l'initiative du comte Louis de Male, et en expiation du meurtre de l'échevin Henri Halyn, les frères Goswin et Simon Rym font construire à Gand, dans le comté de Flandre, un hospice qui sera consacré par la suite à Sainte-Catherine[7].

## Publication
- 1362-1365 : Jean de Tournemire rédige à Montpellier son « Commentaire du neuvième livre du Traité de Rhazès » (Clarificatorium super nono Almansoris una cum textu ipsius Razi), manuscrit perdu, mais que l'on connaît par « différentes copies fragmentaires et surtout la première édition imprimée, l'incunable de 1490 sorti des presses lyonnaises de Jean Trechsel[8] ».

## Décès
- Moïse de Narbonne (né en 1300), médecin et philosophe juif provençal, commentateur du Guide des égarés de Maïmonide[9].
- Entre 1357 et 1362 : Dominique de Clavasio (né à une date inconnue), probablement astologue du roi de France Jean II le Bon, auteur de Questiones supra perspectivam (« Remarques sur la perspective ») où « il fait une description anatomique de l’œil en se servant des textes médicaux arabes[10] ».